# Gabinete de Prevenção e Investigação de Acidentes com Aeronaves
Le Gabinete de Prevenção e Investigação de Acidentes com Aeronaves (GPIAA) est l'organisme portugais permanent chargé des enquêtes sur les accidents et les incidents graves en transport public et en aviation générale qui surviennent sur le territoire portugais. Le GPIAA a son siège à Lisbonne.